# 陳良基
陳良基（Chen Liang-Gee，1956年9月23日—），雲林縣人，中華民國電機學者、政治人物，曾任中華民國科技部部長、教育部政務次長。

## 生平
陳良基出生於雲林縣褒忠鄉新湖村 的務農家庭，有兩個哥哥、兩個姐姐與兩個妹妹。1972年負笈北上進入建國中學。1979年畢業於國立成功大學電機系後留校繼續攻讀研究所，並於1982年結婚。1986年取得博士學位，是台灣第一個超大型積體電路電腦輔助設計的博士。1988年進入國立臺灣大學電機系任教，期間也曾於貝爾實驗室擔任訪問學者。1998年到2000年間擔任國立臺灣大學電機系副主任，2001年到2004年間擔任臺大電子研究所所長，2008年到2010年間擔任臺大創意創業學程主任兼臺大副研發長兼電資學院副院長，2012年到2013年間擔任國家實驗研究院院長。
2016年5月20日，陳良基由臺大副校長轉任教育部政務次長。 2017年2月8日，陳良基轉任科技部部長。 2018年6月，超越徐爵民成為科技部成立以來任期最久的部長。 2019年1月11日，賴清德宣布內閣總辭，並由蘇貞昌接任行政院長。陳良基在接受蘇貞昌徵詢後，原定轉任教育部長。但因科技業界反映觀感不佳，蘇最後決定陳繼續留任科技部長。其後，於是年五月由吳政忠接任科技部長一職，本人歸建台大
。

## 爭議
2015年7月23日，學生及記者於深夜侵入教育部，時任臺大副校長的陳良基對此痛批教育部指揮警方逮捕記者，是「戕害新聞自由，非常可惡」，社會應「群起攻之」，並指教育部不應該對學生提告；2015年7月27日，前新黨台北市議員李承龍自稱「民間網路新聞電視台記者」，闖進陳良基辦公室要求採訪。陳良基對此表示，臺灣是法治國家，如有人謊稱記者身份闖入他的辦公室，他還是會報警。

### 廢止酬金參考表
廢止「國科會補助專題研究計畫專任助理人員工作酬金參考表」，
自2017年8月1日起，各執行機構新申請計畫須於科技部網站上傳自訂之專任助理工作酬金標準。

修訂「科技部補助延攬客座科技人才作業要點」爭議
自2018年7月31日依科部科字第1070054137號函修訂「科技部補助延攬客座科技人才作業要點」，修訂主要為1.「博士後六年條款」博士後研究人員其總補助期間最長為六年，2.「一個計畫一位博士後條款，第二位博士後需其他來源經費配合款條款」同一計畫以延攬一位博士後研究人員為原則。申請延攬二位以上人員者，第二位以上之每一人員均應提供科技計畫經費以外之配合款，且配合款金額應達本部補助總金額之百分之五十以上，並於申請時併同檢附配合款出資比率說明文件。配合款未達前開規定比率，不予補助延攬二位以上人員。
上述函頒布後受學術界人士及學會聯署聯名抗議，經緊急會商後，於同年8月31日以科技部科部科字第1070063061號函下達，前述修正之要點，暫緩實施，以抵學術界反彈聲浪。

## 相關著作
- 《創新的人生：從田庄囝仔到台大副校長、學界的技轉王，唯有不安於現狀，才能不斷超越自己，開創更好的人生! （页面存档备份，存于）》平安文化，出版日期2014年4月28日，ISBN 9789578039056